# سیارک ۹۱۴۲۸
سیارک ۹۱۴۲۸ (به انگلیسی: 91428 Cortesi، نامگذاری:1999QT1) نود و یک هزار و چهارصد و بیست و هشتمین سیارک کشف شده‌است که در ۲۰ اوت ۱۹۹۹ کشف شد.